# シュタイアーベルク
シュタイアーベルク (ドイツ語: Steyerberg) は、ドイツ連邦共和国ニーダーザクセン州のニーンブルク/ヴェーザー郡に属すフレッケン（フレッケンとは、古くから市場開催権など一定の自治権を認められた町村。以下、本項では便宜上「町」と記述する）である。この町はザムトゲマインデ・マルクローエおよびザムトゲマインデ・リーベナウとともに目的連合「ヴェーザー左岸」を結成している。

## 地理
シュタイアーベルクはヴェーザー川中流域に位置する。この町は、北はザムトゲマインデ・リーベナウ、西はザムトゲマインデ・ウフテ、東はザムトゲマインデ・ランデスベルゲン、南はシュトルツェナウと境を接している。グローセ・アウエ川が町内を流れている。シュタイアーベルガー・ベルクが町内唯一の大きな丘陵である。

### 自治体の構成
- ブルフハーゲン
- デプリングハウゼン
- デュディングハウゼン
- ザルニングハウゼン
- ゼーンゼン
- シュタイアーベルク
- フォイクタイ
- ヴェリー

## 歴史
シュタイアーベルクは1259年に初めて文献に記録されている。シュタイアーベルクはホーヤ伯の領土防衛のための城砦であった。あるいはこれはミンデン司教を挑発するために司教領内に建設された可能性もある。1265年からシュタイアーベルクはホーヤ伯とミンデン司教がともに所有権を主張する紛争の種であった。ホーヤ伯はクナップスベルクに城砦を築くことで領主権を確立した。これ以後、シュタイアーベルクは官庁所在地となった。ホーヤ伯が断絶した後、1582年にシュタイアーベルクはブラウンシュヴァイク＝リューネブルク公の所領となった。三十年戦争では1625年と1636年に略奪を受け、焼き払われた。1800年頃、シュタイアーベルクはナポレオン軍に占領された。1829年からはシュトルツェナウ管区に属した。1867年にこの管区が廃止されて以降はシュトルツェナウ郡に属したが、この郡は1932年にニーンブルク/ヴェーザー郡に併合された。1968年にザムトゲマインデ・シュタイアーベルクが成立した後、1974年にその構成自治体が合併し、単一自治体となった。合併以前の8町村が現在の地区となっている。
ホーヤ伯がシュタイアーベルクをフレッケンに昇格させたのがいつであるか詳しいことは判明していないが、14世紀であったことは確かである。1549年から1766年まで貴族のミュンヒハウゼン家の傍流が代官としてシュタイアーベルクに拠った。シュタイアーベルクの射撃祭は1589年から開催されている。
第二次世界大戦末、シュタイアーベルクはイギリス軍に駅を爆破された後、占領された。

## 行政

### 議会
この町の議会は17議席（町長を含む）からなる。

### 首長
町長はマルクス・マイヤー（無所属）である。

## 経済と社会資本
2007年時点で、シュタイアーベルク町内で働く社会保険支払い義務のある労働者は、1,506人である。

### 交通

#### 鉄道とバス
最寄り駅は、ブレーメン - ハノーファー線のニーンブルク駅およびヴェーザー＝アラー鉄道のレーゼ＝シュトルツェナウ駅である。また、この他にラーフェンスベルク鉄道のラーデン駅も比較的近くにある。
町内の地区間や近隣の町村への接続は、ニーンブルク郡交通会社の地方バス路線（第10、15、16、17、19系統）が結んでいる。

#### 道路
シュタイアーベルクは州道349号線および350号線によって結ばれている。また、バイパス道路も町の中心方向に5つの出入り口を有している。最寄りのアウトバーンのインターチェンジは、以下の2つである。
- A2号線　ポルタ・ヴェストファーリカ。連邦道B482号線/B215号線経由で約45km。
- A7号線　シュヴァルムシュテット。ニーンブルクから連邦道B214号線を経由して約45km。

### 工業
シュタイアーベルク町内には工業地区がある。アウフ・デム・アッカー、アム・ハーゼンベルゲ、アウフ・デム・リヒテンベルゲ（計画中）である。アウフ・デム・アッカー工業地区にはオフィス家具工場、自動車販売店、ガソリンスタンドが2軒、運送会社、衣類工場などの企業がある。アム・ハーゼンベルゲ工業地区には化学工場がある。ヴェリー地区には2軒のレンガ工場があるが、このうち1軒は操業を停止している。

### 教育
- デプリングハウゼン基礎課程学校
- シュタイアーベルク基礎課程・本課程学校「ヴァルトシューレ」

シュタイアーベルクのレーベンスガルテンはドイツ最大（100人）で最も古い（1984年）の生活共同体である。レーベンスガルテンには教育セミナーセンターがあり、2005年末には Achtsamkeit & Verständigung e.V.（自己抑制と意思疎通のためのサークル）が設立された。

## 引用
1. ↑  Landesamt für Statistik Niedersachsen, LSN-Online Regionaldatenbank, Tabelle A100001G: Fortschreibung des Bevölkerungsstandes, Stand 31. Dezember 2023